# Турський Олег Валерійович
Олег Валерійович Турський (25 серпня 1981, Каховка, Херсонська обл., УРСР, СРСР) — український, білоруський та молдавський футболіст, півзахисник, нападник, український тренер.

## Ігрова кар'єра
Вихованець УФК Дніпропетровськ, першими тренерами були В. Воронін та С. Корольський.

Свою футбольну кар'єру Олег Турський розпочав з дублю «Дніпра». Перші серйозні кроки у футболі гравцем було зроблено в Білорусі в складі могильовського клубу «Дніпро-Трансмаш)».

Після повернення в Україну встиг пограти в Харкові, в кримських клубах, після чого — в молдовському клубі «Олімпія». Завершував кар'єру Олег Турський в рідному місті.

Статистика гравця
| Сезон   | Клуб                            | Матчі | Голи |
| ------- | ------------------------------- | ----- | ---- |
| 1998/99 | Дніпро-2 (Дніпропетровськ)      | ?     | ?    |
| 2000    | Дніпро-Трансмаш (Могильов)      | 4     | 0    |
| 2000    | Вейна-Дніпро (Вейна)            | 14    | 3    |
| 2000/01 | Арсенал (Харків)                | 10    | 0    |
| 2001/02 | Арсенал (Харків)                | 19    | 0    |
| 2002/03 | Арсенал (Харків)                | 1     | 0    |
| 2002/03 | Гірник-спорт (Комсомольск)      | 5     | 0    |
| 2003/04 | Динамо (Сімферополь)            | 25    | 2    |
| 2004/05 | Динамо-ІгроСервіс (Сімферополь) | 30    | 2    |
| 2005/06 | Динамо-ІгроСервіс (Сімферополь) | 13    | 1    |
| 2005/06 | Титан (Армянськ)                | 4     | 0    |
| 2007/08 | Олімпія (Бєльці)                | 13    | 0    |
| 2007/08 | Олімпія-2 (Бєльці)              | 7     | 3    |
| 2010    | Енергія (Нова Каховка)          | 6     | 9    |
| 2010/11 | Енергія (Нова Каховка)          | 9     | 0    |
| 2011    | СК Каховка                      | 4     | 0    |

## Тренерська діяльність
Після завершення ігрової кар'єри взявся тренувати клуб з рідного міста «Енергія» (2011-14 червня 2012). За короткий період часу встиг попрацювати тренером також в «Кримтеплиці» (липень 2012-3 січня 2012) та посісти місце тренера при Сергієві Шевцові в херсонському «Кристалі».